# Корабија
Корабија (рум. Corabia) град је у у јужном делу Румуније, у историјској покрајини Влашка. Корабија је трећи по важности град у округу Олт.
Корабија према последњем попису из 2002. има 20.610 становника.

## Географија
Град Корабија налази се на граници Румуније са Бугарском (гранична река Дунав). Такође, град припада историјској покрајини Влашке (јужни део њеног западног дела Олтеније), око 95 km југоисточно до Крајове.
Корабија је смештена на реци Дунав (који је граница), у средишњем делу Влашке низије. Надморска висина града је 35 м. Град је и веома битна румунска лука на Дунаву.

## Становништво
У односу на попис из 2002, број становника на попису из 2011. се смањио.
| 1966.  | 1977.  | 1992.  | 2002.  | 2011.  |
| ------ | ------ | ------ | ------ | ------ |
| 14.502 | 19.705 | 22.386 | 21.932 | 16.441 |

Румуни чине већину становништва Корабије, а од мањина присутни су само Роми.